# بخش نوبل (شهرستان اوگلایز، اوهایو)
بخش نوبل (به انگلیسی: Noble Township) یک منطقهٔ مسکونی در ایالات متحده آمریکا است که در شهرستان اوگلایز واقع شده‌است.
 بخش نوبل ۷۹٫۸ کیلومتر مربع مساحت و ۱٬۷۱۶ نفر جمعیت دارد و ۲۵۴ متر بالاتر از سطح دریا واقع شده‌است.